# These Are the Days
"These Are the Days" es una canción del músico norirlandés Van Morrison publicada en el álbum de 1989 Avalon Sunset y como cara B del sencillo "Orangefield".
El primer verso de la canción supone un nuevo factor recurrente en las letras habituales de Morrison, la creencia de que el predominante sentimiento de apreciación de la vida y del disfrute puede ser encontrado en el presente:
| "These are the days of the endless summer, These are the days, the time is now There is no past, there's only future There's only here, there's only now". | "Estos son los días,del verano sin fin Estos son los días, el tiempo es ahora, No hay pasado, sólo hay futuro, Sólo existe el aquí, sólo existe el presente". |

## Personal
- Van Morrison: guitarra y voz
- Arty McGlynn: guitarra
- Neil Drinkwater: acordeón y piano
- Clive Culbertson: bajo
- Roy Jones, Dave Early: batería y percusión
- Katie Kissoon, Carol Kenyon: coros

## Versiones
- Elisabeth Von Trapp